# Year of the cat (single)
Year of the cat is een single van Al Stewart. Het is afkomstig van zijn album Year of the cat uit 1976. In juli van dat jaar werd de single eerst uitgebracht in het Verenigd Koninkrijk en Ierland. Op 30 november 1976 volgden de rest van Europa, Australië, Nieuw-Zeeland, de Verenigde Staten, Canada, Japan en Brazilië.

## Geschiedenis
De werktitel voor dit nummer was Foot of the stage over de Britse comedian Tony Hancock, die in 1966 op de bühne zei, dat hij er geen brood meer in zag. Het publiek dacht dat het deel uitmaakte van zijn act en begon te lachen. Zelfs de mislukking mislukte. Hancock zou later zelfmoord plegen. Stewart wijzigde de titel en de tekst rigoureus. Hij wilde niet aan andermans leed verdienen. Ongetwijfeld heeft hierbij ook meegespeeld dat Hancock nauwelijks bekend was in de VS, waar Stewart zijn meeste platen verkocht. Hij haalde zijn inspiratie uit de film Casablanca (met Bogart movie en Peter Lorre). De hoofdpersoon bevindt zich in een droevig stadje en gaat mee met een meisje. Als hij de volgende ochtend in zijn hotel wakker wordt, komt hij tot de conclusie dat zijn bus reeds vertrokken is en dat zijn kaartje daarmee ook ongeldig is. 
Een aanknopingspunt voor de titel is dat het van 11 februari 1975 tot 30 januari 1976 volgens de Vietnamese kalender Een jaar van de kat (Chinese astrologie: Jaar van het konijn) was. Waarschijnlijk is het nummer in de bovengenoemde periode geschreven en opgenomen.
Het is een van de weinige nummers waarbij Stewart een co-auteur vermeldde. De pianoriff was van Peter Wood. De singleversie is ongeveer 50% korter dan de elpeeversie, alhoewel de lengte van sommige singleversies daartussenin liggen.  
De saxofoonsolo is van Phil Kenzie, die voornamelijk bekend is van werk met Sensational Alex Harvey Band, Rod Stewart en ook John Miles.
De B-kant werd gevormd door Broadway Hotel. Het lied gaat niet over het in- en uitchecken van artiesten tijdens hun tournees. Stewart verbaasde zich over rijke mensen, die hun hele leven spenderen in een hotel, een teken van grote luxe, maar tevens eenzaamheid.

## Achtergrond
De plaat werd in een aantal landen een hit. In Stewarts thuisland het Verenigd Koninkrijk werd slechts een bescheiden 31e positie in de UK Singles Chart bereikt. In Australië werd de 13e positie bereikt en in Nieuw-Zeeland de 15e. In de Verenigde Staten bereikte de plaat de 8e positie in de Billboard Hot 100 en in Canada werd de 3e positie behaald.
In Nederland was de plaat op maandag 7 februari 1977 de 59e AVRO's Radio en TV-Tip op Hilversum 3 en werd een grote hit in de destijds twee hitlijsten op de nationale popzender. De plaat bereikte de 6e positie in zowel de Nationale Hitparade als de Nederlandse Top 40. In de op Hemelvaartsdag 1976 gestarte Europese hitlijst op Hilversum 3, de TROS Europarade, werd de 9e positie bereikt.
In België bereikte de plaat de 7e positie in de Vlaamse Radio 2 Top 30 en de 9e positie in de Vlaamse Ultratop 50. In Wallonië bereikte de plaat de 18e positie in de Waalse Ultratop 50.
Sinds de allereerste editie in december 1999, staat de plaat steevast genoteerd in de jaarlijkse NPO Radio 2 Top 2000 van de Nederlandse publieke radiozender NPO Radio 2 met als hoogste notering een 36e positie in 2001.

## Hitnoteringen

### Nederlandse Top 40
| Positie: | 20 | 12 | 6 | 6 | 12 | 30 | 37 | uit |

### Nationale Hitparade
| Positie: | 19 | 8 | 8 | 6 | 12 | 26 | uit |

### Vlaamse Radio 2 Top 30
| Positie: | 24 | 11 | 7 | 7 | 14 | 16 | uit |

### Vlaamse Ultratop 50
| Positie: | 18 | 14 | 11 | 11 | 9 | 15 | 25 | uit |

### Evergreen Top 1000
| Evergreen Top 1000 Year of the cat | Evergreen Top 1000 Year of the cat | Evergreen Top 1000 Year of the cat | Evergreen Top 1000 Year of the cat | Evergreen Top 1000 Year of the cat | Evergreen Top 1000 Year of the cat | Evergreen Top 1000 Year of the cat | Evergreen Top 1000 Year of the cat | Evergreen Top 1000 Year of the cat | Evergreen Top 1000 Year of the cat | Evergreen Top 1000 Year of the cat | Evergreen Top 1000 Year of the cat | Evergreen Top 1000 Year of the cat | Evergreen Top 1000 Year of the cat | Evergreen Top 1000 Year of the cat | Evergreen Top 1000 Year of the cat | Evergreen Top 1000 Year of the cat |
| Jaar                               | 2008                               | 2009                               | 2010                               | 2011                               | 2012                               | 2013                               | 2014                               | 2015                               | 2016                               | 2017                               | 2018                               | 2019                               | 2020                               | 2021                               | 2022                               | 2023                               |
| ---------------------------------- | ---------------------------------- | ---------------------------------- | ---------------------------------- | ---------------------------------- | ---------------------------------- | ---------------------------------- | ---------------------------------- | ---------------------------------- | ---------------------------------- | ---------------------------------- | ---------------------------------- | ---------------------------------- | ---------------------------------- | ---------------------------------- | ---------------------------------- | ---------------------------------- |
| Positie                            | -                                  | -                                  | -                                  | -                                  | -                                  | 778                                | 282                                | 313                                | 381                                | 404                                | 412                                | 329                                | 305                                | 487                                | 398                                | 309                                |

### NPO Radio 2 Top 2000
| Nummer met noteringen in de NPO Radio 2 Top 2000 | '99 | '00 | '01 | '02 | '03 | '04 | '05 | '06 | '07 | '08 | '09 | '10 | '11 | '12 | '13 | '14 | '15 | '16 | '17 | '18 | '19 | '20 | '21 | '22 | '23 | '24 |
| ------------------------------------------------ | --- | --- | --- | --- | --- | --- | --- | --- | --- | --- | --- | --- | --- | --- | --- | --- | --- | --- | --- | --- | --- | --- | --- | --- | --- | --- |
| Year of the cat                                  | 71  | 60  | 36  | 55  | 63  | 77  | 83  | 127 | 78  | 79  | 198 | 169 | 241 | 358 | 380 | 414 | 448 | 440 | 415 | 600 | 656 | 678 | 711 | 696 | 689 | 645 |

1. ↑  Een vetgedrukt getal geeft de hoogste notering aan.